# Chronologie de Salé
Pour un article plus général, voir Salé.
Cette chronologie de Salé liste les principaux événements de l'histoire de la ville de Salé au Maroc.

## Époque pré-islamique
- XVe siècle av. J.-C.: L'archéologue français J. Joube prouve l’existence d'une civilisation phénicienne à l'embouchure du Bouregreg à l'instar des cites de Lixus et de Mogador. D'après Ibn Ali Doukkali le site s'appelait Koudis
- Ve siècle av. J.-C.: Fondation de la colonie romaine Sala Colonia
- Ier siècle av. J.-C.: Pline l'Ancien décrit Sala comme infestée d'éléphants et de barbares.
- 28 octobre 144 : Décret émis par les décurions de Sala Colonia. Ils votent l'érection d'une statue en l'honneur du préfet M. Sulpicius Felix qui a pacifié la région et entouré la ville de murailles[1]. Début d'une série de campagnes de l'armée romaine en Maurétanie (fin en 152)[2].

## Âge d'or islamique
- IXe siècle: Le fils d'Idris II, Aïssa Ben Idriss gouverne la ville avant de partir pour Grenade.
- Xe siècle: Fondation de la ville islamique par les Ifrenides. La ville est proclamée capitale[3]. Sous leur règne plusieurs familles andalouses s'installeront dans la ville comme les Beni Khayoun et les Beni Achara.
- 1028-1029: Construction de la Grande Mosquée de Salé par Temim Ibn Ziri[4]
- 1042: Construction des palais des Banou Achara autour de la Grande Mosquée[5].
- 1056: Mort du chef des Benou Ifren Temim Ibn Ziri à Salé
- 1068: Laghouat membre influent des Maghraouas tué à Salé par Youssef Ibn Tachfin. Prise de la ville par les Almoravides
- XIe siècle: Les Banou Achara gouvernent la ville sous Ibn Tashfine. Leur ancêtre a été nommé par le califat omeyyade au Xe siècle gouverneur du Maghreb. Son fils aîné Abou El Abbas B. Al Qasim (l'un des Achr dix frères, d'où le nom de Banou Achara) construit son palais à Salé qui sera plus tard utilisé par le Sultan almohade Abdel Moumin[6].
- 1075: Les Almoravides construisent la mosquée Achahbae de Salé.
- 9 mars 1126[7] : En Espagne, les Almoravides sont écrasés à Arnisol, près de la ville juive de Lucéna[8]. Les chrétiens rendus responsables de cette défaite sont déportés au Maroc, dans les villes de Salé et de Meknès.
- XIIe siècle : prise de la ville par les Almohades, elle ne restera que 90 ans entre les mains des Almoravides. Développement de la ville sous les Almohades du fait de sa position stratégique sur la voie terrestre Fès/Marrakech, et grâce à son port, important centre d’échanges entre l’Europe et le Maroc.
- 1132 : destruction de la partie sud des remparts par le sultan almohade Abdel Moumin.
- Vers 1145 : décès du marabout Sidi Aboul Abbas (Sidi Belabbès)
- Vers 1155 : décès du marabout Sidi Moussa Doukkali
- 1163 : Abdel Moumin meurt à Salé
- Vers 1165 : décès du marabout Sidi Hajj Abdellah
- 1196 : le sultan Abu Yusuf Yaqub al-Mansur restaure les remparts de Salé qui sont parmi les plus anciens et les plus imposants du Maroc et fait de la Grande Mosquée l'une des plus belles du Maroc, mais celle-ci perdit ses décors initiaux[5].
- XIIIe siècle : prise de Salé par les Mérinides sous lesquels la ville connaîtra son apogée et deviendra le deuxième pôle commercial et culturel après Fès.
- 1260 : prise de Salé[N 1] par Alphonse X de Castille. Bien que le Sultan Abu Yusuf Yaqub ben Abd al-Haqq en sort victorieux, l’évènement demeure le plus grand massacre de la ville[9]. Dans la même année, le Sultan fera appel à l'architecte sévillan Mohamed Ben Ali qui construira l'arsenal de Salé et la plus imposante porte fortifiée du royaume Bab Lamrissa pour relancer la lutte armée pour Al-Andalus[10].
- 1333-1341 : construction de la Médersa mérinide de Salé entreprise par Abu al-Hasan ben Uthman et achevée par son fils Abu Inan Faris.
- 1340 : construction de Sour laqwass (le mur d'arcades), l'aqueduc par Abu al-Hasan ben Uthman
- 1345 : construction du Maristane de Salé par Abu al-Hasan ben Uthman.
- 1360-1363 : le poète andalou Ibn al-Khatib vit Salé sous le règne de Abu al-Hasan ben Uthman et décrit la cité comme étant « une ville impressionnante par sa beauté et sa splendeur, une ville mariant avec harmonie les traits de l'urbanité et de la vie de campagne »[11]
- 1356 : fondation de Zaouiya Annoussak par Abu Inan Faris.
- Vers 1364 : décès du marabout Sidi Ben Acher al-Andaloussi
- Vers 1369 : décès du marabout Sidi Ali Ben Ayoub
- Vers 1376 : décès de l'Imam Ibn Al-Mejrad
- Vers 1421 : Abu Zakariya Yahya gouverne Salé
- Début du XVIe siècle : Léon l'Africain visite Salé
- 1530 : prise d'une caravelle portugaise par les corsaires de Salé-le-Vieil[12].
- 1579 : sous l’impulsion du Sultan saâdien Ahmed al-Mansur Saadi, Salé fête sa première procession des cierges[13].
- Vers 1604 : décès du marabout et Saint Patron de Salé Sidi Abdellah Ben Hassoun

## République du Bouregreg: Salé-le-Vieux
- 1627 : Raid des pirates salétins en Islande. Le village de Grindavík est pillé et plusieurs habitants sont emmenés comme esclaves.
- 30 avril 1641 : Assassinat du marabout Sidi M'hamed al-Ayachi, maître de Salé-le-Vieux, lors des luttes intestines qui déchirent la république du Bouregreg[14]. Les marabouts de Dila, près de Khénifra, sont maîtres du Nord du Maroc après avoir vaincu le chérif saadien et les partisans du marabout Al-Ayachi.
- 1643 : Le renégat Al-Qaïd Said Djanoui est nommé par les Dilaïtes à la tête de la ville.
- 1659 : Brahim Maâninou se rend à La Haye pour parlementer avec les Hollandais.
- Vers 1661 : Décès du marabout Sidi M'Hamed M'Fadel (surnommé « Moul l'Gomri »), ouléma et descendant du cheikh M'Hamed Charqui, patron de Bejaâd.
- Vers 1662: Décès du marabout Sidi Ahmed Taleb.
- 1663 : Salé échappe au contrôle des Dilaïtes et est gouvernée par l'ancien lieutenant d'Al-Ayachi, Khadir Ghailane.
- 1681 : Le marabout Sidi Ahmed Hajji expulse les Espagnols des côtes de Mehdia.
- 1691 : Décès de Sidi Ahmed Hajji.

## Temps modernes
- 1709 : Construction de la kasbah des Gnaouas près de Sidi Moussa par Moulay Ismail
- 1719 : Décès du marabout Sidi Al-Hassan Al-Aydi Sjiri
- 1738 : Construction du Borj Bab Sebta (porte de Ceuta) par le pacha Abdelhaq Fennich[15].
- Milieu du XVIIIe siècle : Prise et destruction de la Kasbah des Gnaouas par Fennich à la suite du viol d'une proche par les Abid al-Bukhari.
- 1755 : la ville est affectée par le Tremblement de terre de Lisbonne. Le port est disloqué.
- 2 - 17 juin 1765 : une escadre française, commandée par le comte du Chaffault bombarde Salé en répression contre les prises de navires marchands par les corsaires[16].
- 1785 : construction de Borj Adoumoue par le Sultan alaouite Sidi Mohamed ben Abdellah
- Ahmad ibn Khalid al-Nasiri rédige l'Histoire du Maroc dans sa célèbre encyclopédie Al-Istiqsa
- 26 novembre 1851 : Bombardement de Salé par le contre-amiral Dubourdieu[17] pendant le mandat du Pacha Abdelhadi Zniber[18]
- 1853 : construction du Borj Roukni ou Sqalla Kdima[N 2] par le Sultan alaouite Abd ar-Rahman ibn Hicham.
- 1854 : arrivée du choléra à Salé qui emporte le Pacha Abdelhadi Zniber.

## Époque contemporaine

### Protectorat français et résistance
- 14 novembre 1913 : construction de la Maison de convalescence par Inès de Bourgoing épouse du Maréchal Lyautey pour les légionnaires et soldats convalescents [19]
- 1927 : création du Club littéraire islamique de Salé « Annadi Al Adabi Al Islami »
- 1928 : création de Association sportive de Salé;
- 16 mai 1930 : rédaction de la pétition contre le dahir berbère par Abu Bakr Zniber.
- 27 juin 1930 : l’appel au « latif » lancé à Salé par Abdellatif Sbihi, Ahmed Maâninou et Haj Abdelkrim Hajji.
- 28 août 1930 : remise de la pétition au Sultan Mohammed ben Youssef par le biais du grand vizir Al-Moqri ainsi qu'au Résident général.
- 18 novembre 1933 : le cadi de Salé Mohamed ben Driss Alaoui a l'idée de commémorer l'intronisation de Sa Majesté le Sultan Sidi Mohammed Ben Youssef à l'instar de la Grande-Bretagne. Salé sera la première ville à célébrer la fête du trône.
- 1934 : à 20 ans, Boubker el-Kadiri fonde l'école An-Nahda (La Renaissance) pour s'opposer au protectorat français.
- 11 janvier 1944 : signature par de nombreux Salétins du Manifeste de l'indépendance.
- 1947 : Larbi Zniber et Mustapha Belhaj fondent le club de football Najah de Salé.

### De l'indépendance à nos jours
- 1967 : fondation de la Bibliothèque Sbihi par hajj Mohamed Sbihi (1882-1969) et hajj Abdellah Sbihi (1914-1995).
- 1986 : création de l'Association Bouregreg par Mohamed Aouad
- 1994 : création du Musée ethnographique Dar Belghazi
- 2010 : mise en service du Tramway de Rabat-Salé (La ville avait déjà bénéficié d'un premier tramway dans les années 1910 à l'époque coloniale)